# IEC 61850
Die Norm IEC 61850 der International Electrotechnical Commission (IEC) beschreibt ein allgemeines Übertragungsprotokoll für die Schutz- und Leittechnik in elektrischen Schaltanlagen der Mittel- und Hochspannungstechnik (Stationsautomatisierung). Die Normenreihe definiert vor allem:
- allgemeine Festlegungen für Schaltanlagen,
- die wichtigsten Informationen für Funktionen und Geräte,
- den Informationsaustausch für Schutz, Überwachung, Steuerung und Messung,
- eine digitale Schnittstelle für Primärdaten und
- eine Konfigurationssprache.

## Allgemeines
Das Protokoll verwendet TCP/IP als Basisübertragungsprotokoll und die Manufacturing Messaging Specification (MMS) definiert im Normteil IEC 61850-8-1 als klassische Client-Server-Kommunikation. Zusätzlich sind zwei sogenannte Peer-to-Peer-Dienste für die echtzeitfähige Kommunikation beschrieben, die direkt auf dem Ethernet-Protokoll aufsetzen:
- Übertragung schneller Abtastwerte gemäß Normteil IEC 61850-9-2
- Übertragung von GOOSE-Nachrichten gemäß Normteil IEC 61850-8-1

Anmerkung: Die IEC 61850-9-1 beschreibt die Übertragung von Wandlerdaten über serielle Punkt-zu-Punkt-Verbindung und wurde mittlerweile zurückgezogen.
Im Unterschied zum älteren Standard IEC 60870-5-104, der auf einem signalorientierten Datenmodell aufbaut, hat IEC 61850 den Anspruch, ein „objektorientiertes“ Datenmodell anzubieten. Die „Objektorientierung“ darf allerdings nicht mit Objektorientierung im Sinne der objektorientierten Programmierung (OOP) missverstanden werden. Die wesentlichen Konzepte der OOP „Abstraktion“, „Datenkapselung“, „Polymorphie“ und „Vererbung“ werden nicht oder nur in geringem Maße unterstützt. Tatsächlich handelt es sich bei den Objekten in IEC 61850 um festgelegte baumartige Strukturen, aus denen ein wiederum baumartiges Datenmodell zusammengesetzt werden kann. Als Identifikation in der Kommunikation dient der Name bzw. der Pfad des jeweiligen Baumelementes, welcher im Klartext übertragen wird. Die meisten Implementierungen erlauben mit speziellen Befehlen die Abfrage des Datenmodells, was in diesem Zusammenhang auch als „selbstbeschreibend“ bezeichnet wird.
Die Norm deckt die Bedürfnisse der Stationsautomatisierung ab. Das betrifft die Kommunikationsstrukturen wie auch das objektbezogene Datenmodell. Die Norm ist aber grundsätzlich allgemein ausgelegt, dass sie theoretisch für viele andere Anwendungsfälle in der Automation dezentraler Energiesysteme eine Rolle spielen kann. Es werden die grundsätzlichen Prinzipien beibehalten und durch branchenspezifische Datenmodelle ergänzt:
- IEC 61400-25 – Kommunikation für die Überwachung und Steuerung von Windkraftwerken
- IEC 61850-7-410 (ehemals IEC 62344) – Wasserkraftwerke – Kommunikation für Überwachung und Steuerung
- IEC 61850-7-420 (ehemals IEC 62350) – Kommunikationssystem für die dezentrale Energieerzeugung – definiert Objektmodelle spezifischer Informationen, die zwischen verteilten Energieressourcen und entsprechenden Überwachungs- und Steuerungssystemen ausgetauscht werden können.

Anders als bei IEC 60870-5-104 ist IEC 61850 zwar nur für den Stationsbus definiert, aus technischer Sicht aber ist die IEC 61850 auch für die Prozessdatenübertragung zwischen den Stationen und der Netzleittechnik geeignet. Damit wäre eine durchgängige Systemarchitektur vom Prozess, über das Stationsleitsystem bis zur Netzleitstelle ohne aufwendige Gateways möglich.

## Teile der Norm IEC 61850
- Teil 1 – Einführung und Übersicht über die Normen der Reihe IEC 61850
- Teil 2 – Wörterbuch, Begriffssammlung
- Teil 3 – Allgemeine Anforderungen, Qualitätsanforderungen, Umweltbedingungen, Hilfsdienste und weitere Normen und andere Regeln der Technik
- Teil 4 – System- und Projektverwaltung, Anforderung an Ingenieurleistung, System-Nutzungszyklus und Qualitätssicherung
- Teil 5 – Kommunikationsanforderungen für Funktionen und Gerätemodelle, das Prinzip der logischen Knoten, logische Kommunikationsverbindungen, das Konzept zugeordneter Informationselemente für die Kommunikation (PICOM), Funktionen, Performanceanforderungen, und „Dynamische Szenarien“
- Teil 6 – Konfigurationssprache, formale Beschreibung des einpoligen Schemas, von Geräte und Systemstruktur und deren Zuordnung zum einpoligen Schema
- Teil 7 – Grundlegende Kommunikationsstruktur und Objektmodell, Kommunikationsprinzipien, Beschreibung der abstrakten Schnittstelle für Kommunikationsdienste und deren Spezifikation, Modell der Server-Datenbank, abstrakte gemeinsame Datenklassen, Definition von logischen Knoten
- Teil 8 – Spezifische Abbildung von Kommunikationsdiensten, dort im Teil 8-1 Abbildung auf MMS, Abbildung für die Kommunikation innerhalb der gesamten Station, Client-Server-Kommunikation und GOOSE-Telegramme
- Teil 9 – Spezifische Abbildung von Kommunikationsdiensten, Abbildung für die punkt-zu-punkt-artige unidirektionale (9-1) sowie für die busartige, flexible Kommunikation von Abtastwerten der Wandler (9-2).
- Teil 10 – Konformitätsprüfung, legt die Technik zum Testen der Konformität von Client, Server, Messauswertung und Konstruktionswerkzeugen fest. Sowie die verwendbaren Messtechniken zu den Leistungsparametern.

In Deutschland ist die IEC 61850 als DIN-Norm DIN EN 61850 veröffentlicht allerdings nur zum Teil übersetzt, der deutsche Titel ist „Kommunikationsnetze und -systeme für die Automatisierung in der elektrischen Energieversorgung“.